# Dirphia panamensis
Dirphia panamensis är en fjärilsart som beskrevs av William Schaus 1921. Dirphia panamensis ingår i släktet Dirphia och familjen påfågelsspinnare. Inga underarter finns listade i Catalogue of Life.